# Henry County (Ohio)
 For alternative betydninger, se Henry County. (Se også artikler, som begynder med Henry County)
Henry County er et county i den amerikanske delstat Ohio med en befolkning på 29.210 mennesker (2000). Administrationsby er Napoleon.

## Geografi
Ifølge the U.S. Census Bureau, bestod amtet af i alt 1.088 km². 1.079 km² er land og 9 km² er vand.

### Nabo Amter
- Fulton County (nord)
- Lucas County (nordøst)
- Wood County (øst)
- Putnam County (syd)
- Defiance County (vest)
- Williams County (nordvest)
- Hancock County (sydøst)